# Rochers de Naye
Der Rochers de Naye ist ein Berg in den Waadtländer Voralpen oberhalb von Veytaux und Villeneuve, er gilt als Hausberg von Montreux. Das Felsmassiv, dessen höchste Stelle sich bei 2042 m ü. M. befindet, besteht aus Kalkstein.
Von Montreux aus führt die Zahnradbahn Montreux–Glion–Rochers-de-Naye auf den Berg. An der Bergstation befindet sich ein Hotel und ein Restaurant sowie ein Gehege zur Beobachtung von Murmeltieren. Vom ganzjährig erreichbaren Gipfel hat man eine Aussicht auf den Genfersee sowie die Bergketten von Jura, die Berner, Freiburger, die Walliser und die Savoyer Alpen. In östlicher Richtung führt ein Bergpfad zum Alpinum La Rambertia und zur Höhle Grotte de Naye.
Das Alpinum La Rambertia ist von Mitte Juni bis Ende September geöffnet. Es hat eine kultivierte Fläche von ca. 3000 m² und befindet sich auf einer Höhe von 1980 m. Der botanische Garten wurde 1896 von Henry Correvon gegründet und wird von einem Verein betrieben. Auf dem Weg zur Bergstation befindet sich ein kleiner buddhistischer Stupa.
An der Nordflanke des Berges befindet sich ein Klettersteig für erfahrene Bergsteiger. Auf einer Schwierigkeitsskala für Klettersteige ist er bei K5 («sehr schwierig») eingeordnet.